# I Survived a Japanese Game Show
『I Survived a Japanese Game Show』は、アメリカABCで放送されていたリアリティ番組である。2008年6月24日放送開始。水曜夜9時（中部山岳地域は8時）から放送されていた。
アメリカ人が架空の日本のゲーム番組「本気（まじ）で」（司会は神田瀧夢）に出演し賞金（優勝賞金は25万ドル（250万円））をかけて争う番組である。東京でも撮影が行われており、番組にはよく日本の町並みが出てくる。ホストを務めるトニー・サノは「特定の番組をモデルとするとライセンス料の問題が発生するので、特にモデルはない」としているが、「たくさんの日本の番組を見て研究した」上で、番組制作に日本の東宝スタジオの協力を得ていると語っている。
第1シーズン（全7回）の好評を受け、2009年6月17日より第2シーズンの放送が始まったが、第3シーズンの予定は取り消された。
舞台となった日本においては、フジテレビ『ザ・ベストハウス123』にて「日本人で初めて全米ネットワークで自分の番組を持つ男」として神田と当番組が紹介された。2012年3月よりBSデジタル放送のDlifeにて『ジャパニーズゲームショー「マジで!?」』のタイトルで日本語吹替版の放送を行う。

## 出演者
- トニー・サノ（英語版）

番組のホスト。参加者への通達などを行う。
- 神田瀧夢

日本の超人気番組「本気で」の司会者。英語・日本語交じりで司会を務める。日本語がわからないことをいいことにちょっとした毒を吐くこともあるが、常に挑戦者と場の空気に気を配っている。
- 審判（ジャッジ）・ボブ（ふるごおり雅浩）

全てのゲームの審判をつかさどる男。先攻決めも彼の手によって行われる。当初は堅物審判というキャラだったが次第にMCとの掛け合いにも参加するようになる。人気があるらしい。
- サヨナラ・モブ

エリミネーションゲームの敗者が決まった時に現れる黒スーツ・サングラスの集団。踊りながら敗者を持ち上げ連行する。（ちなみにダンスは勝者へのよろこびのダンスとのこと。）最初はただいきなり現れていたが、回が進むにつれ客席に紛れ込んでいたり、セットの下からいきなり現れたりなどパターンが増えている。なお、優勝決定時はオメデト・モブとして白スーツで勝者を祝う。
- ママさん（斎藤こず恵）

参加者とともにゲストハウスで生活し、参加者のお世話をするお母さん。2ndシーズンからはご褒美、罰ゲームにも同行することがある。

## ルール

### 1stシーズン
- 参加者は10名。全員海外への旅行歴は無い。彼らには「リアリティ番組に出場する」としか伝えられずに参加し、スタート後日本に行くことが伝えられる。
- 日本での暮らしは葛西にある特設住居での共同生活となる。当然食事、寝室なども日本様式である。また、参加者の身の回りの世話をする「Mama-San」とともに生活する。
- 参加者は初日に東宝スタジオを見学。あくまでもゲーム番組「本気で」の見学といわれるがそこでこのゲーム番組に参加することが伝えられる。
- ゲームは5対5の団体戦。イエローペンギンチーム対グリーンモンキーチームに分かれゲームを行う。（人数に偏りが出た場合は人数調整が行われる。）
- 勝利チームはご褒美として番組が用意した日本を味わうプログラムを受けられるが、負けチームは罰として過酷なお仕事などを受けなければならない。さらに負けチームの中から先のゲームで足を引っ張ったと思われる2人を選出しエリミネーションに送らなければならない。
- 選出された2人はエリミネーション（個人戦ゲーム）に挑戦。負けた方は脱落となり、アメリカに強制送還される。
- これをくり返し4人になった時点で個人戦に移行。ゲームは一発勝負で行い、最下位になった人から脱落。最後まで残った人が賞金25万ドルを手にする。

### 2ndシーズン
- 参加者は12名。すでに「本気で」が知れ渡っているためMC神田自ら参加者を迎えに行った。
- ゲームはグリーンタイガーチーム対レッドロボットチームの対決。宿泊は前回とは違う「MAJIDE ゲストハウス」に泊る。
- 今回からは3ゲーム行うようになり、1つ目のゲームの勝利チームには第2ゲームでのアドバンテージが与えられる。第2ゲームに勝利すれば従来通りご褒美。負ければ罰+第3ゲームのエリミネーションを行わなければならない。
- これを繰り返し、残り3名から決勝ラウンド（個人戦）となる。

## 各シーズンの結果

### 1stシーズン
参加者
■イエローペンギンチーム
■→■キャシー（21）ニューヨーク州出身 アフィリエイト管理者 第6位
■ジャスティン（24）アラバマ州出身 財務担当者 優勝
■アンドリュー（28）マサチューセッツ州出身 広告マン 第5位
■ダーシー（31）アイダホ州出身 フォトグラファー 第10位→第8位
■ベリンダ（38）ノースキャロライナ州出身  獣医 第4位
■グリーンモンキーチーム
■ミーガン（22）テキサス州出身 バーテンダー 第3位
■マリー（23）ノースキャロライナ州出身 ジムインストラクター 第7位
■オルガ（26）マサチューセッツ州出身 ウェイトレス 第9位
■ドネル（32）イリノイ州出身 不動産鑑定士 準優勝
■ベン（44）ペンシルベニア州出身 病院の副院長 第10位
1stゲーム「コンベ屋食堂」
1人が食べる人。残りがランナーとなる。ランナーは頭の上に「モチボール」（小さな餅の玉）を載せ、ベルトコンベアを逆走し食べる人の前まで行く。食べる人は手を使わずにモチボールを食べる。食べ終わったらボタンを押しランナーはそのまま粉の中へ落ちる。制限時間4分で多く食べたチームの勝利。
勝者:グリーンモンキーチーム
ご褒美:ヘリで東京上空を空中散歩
罰ゲーム:人力車を引くお手伝い
1stエリミネーション（ベリンダVSダーシー）「虫人間コンテスト」
トランポリンを使ってジャンプし、的にマーカーを付ける。3回の合計得点が多い人の勝利。同点の場合は一発勝負の延長戦を行う。
敗者:ダーシー しかし、退場のはずがベンがドクターストップのため復活。グリーンモンキーチームへ編入。
2ndゲーム 「クマちゃんつかみ取り!」
1人が人間クレーンのアーム。残る3人はそれぞれ前後、左右、上下の操作を担当。クレーンを操作しピンクのパンダをつかみ、取りだし口へ運ぶ。制限時間3分で多くのパンダを運んだチームの勝利。
勝者:イエローペンギンチーム
ご褒美:大江戸温泉物語でスパを満喫。
罰ゲーム:パチンコ屋でお手伝い。
2ndエリミネーション（ダーシー（2回目）VSオルガ） 「ガンバレ!郵便太郎」
巨大扇風機に向かって進み、相手が落とす障害物を避けながら左右のポストに小包を入れる。制限時間3分以内に入れた数の多い人の勝利。
敗者:オルガ
3rdゲーム「サイクリングドボン」
1人がベルトコンベアの上を三輪車で逆走。2人は自転車をこぐ。自転車の速度が速ければベルトコンベアの速度は低下する。指定の範囲内に三輪車が入るとカウント。速度に耐えきれず氷水に落ちると終了。2人が挑戦し、合計タイムの長い方が勝利。
勝者:イエローペンギンチーム（2連勝）
ご褒美:築地市場の見学。
罰ゲーム:田植えのお手伝い。
3rdエリミネーション（ミーガンVSダーシー（3回目））「ぴったんこバンバン」
ウォールクラッシュのようにマジックテープの片側が張り付けられた服を着て、トランポリンを使い、壁に描かれたポーズになるように張り付く。判定はジャッジ・ボブが行う。より綺麗に張り付いたほうに1ポイント。3ポイント先取で勝利。
敗者:ダーシー
4thゲーム「ねんねんころりYOおころりYO」
チーム3人が回転台の上で回されてからスタート。3人のうち1人のロックが外れたらまず平均台を渡り、回転台の上でミルクをカップに入れる。ミルクを持ったまま回転台2つを渡り、坂の上の障害物をくぐる→越す→くぐり（炭酸ガスの妨害あり）、もう一度平均台を渡り、持っていたミルクを巨大哺乳瓶に入れる。入れたらボタンを押しもう1人のロックを解除。同じように進む。なお、コースアウトした場合は落ちた場所から。他の挑戦者が挑戦している間も回転台は回りつづける。制限時間3分の間により多くのミルクを運んだチームの勝利。
勝者:イエローペンギンチーム（3連勝）
ご褒美:蕎麦打ち体験。
罰ゲーム:アサリの殻剥き
4thエリミネーション（マリーVSドネル）「チキンと割りまSHOW」
まず、高台でローションが入ったプールに入りローションまみれになった後、滑り台で滑り降り、下にある羽のプールで全身に羽を付ける。羽を付けたら近くにある卵を模した風船（黄身も入っている）をお尻で割っていく。制限時間2分の間に割った風船の多い人が勝ち。
敗者:マリー この時点で4対2になったのでキャシーがイエローペンギンチームからグリーンモンキーチームへ移籍。
5thゲーム 「ハリツキバンバン」
1人が「ぴったんこバンバン」同様マジックテープ付きスーツを着てキャッチャーとなる。残る2人は空中に浮かぶキャッチャーに向けマジックテープ付きボールを投げる。方法は2種類あり、大きいボールを手で投げるか、小さいボールを発射機で高速で打ち出すの2通り。相手チームは2人でキャッチャーを動かしボールがつかないようにする。制限時間2分の間に多くボールがついた方の勝利。
勝者:イエローペンギンチーム（4連勝）
ご褒美:神社へお参り。
罰ゲーム:お祭りの餅作り。
5thエリミネーション（キャシーVSドネル（2回目））「あいたら負けよ!ジャンプップ!!」
7つある扉の内3つは開かない扉。4つは紙でできた扉。1つずつターザンで蹴破り、開かない扉ならセーフ。突き抜けると待ち構えているゴリラとパンダに叩かれながら戻ることになる。3つ開かない扉を見つけフィニッシュボタンを押すまでのタイムを競う。タイムが短かった方の勝利。なお、ドネルのチャレンジ時、蹴る力が強すぎて開かない扉なのに穴が開いてしまった。また、サヨナラ・モブが間違えて勝者のドネルを連行しかけてしまった。
敗者:キャシー
6thゲーム 「くらくら鍵パッカン」
2人が回転イスで回された後平均台を通り中央の回転台ですれ違い、一方は鍵の束を、もう一方はハート型の錠前を持ち再び中央へ。中央で鍵を外した後再びイスにつくまでのタイムを競う。タイムが短かった方の勝利。
勝者:グリーンモンキーチーム（1st以来の勝利）
ご褒美:グランドハイアット東京でおいしい料理&スウィートルーム宿泊（120万円分）
罰ゲーム:カプセルホテル宿泊
6thエリミネーション（アンドリューVSベリンダ）「激突!生着替え」
出された見本と同じ服に着替えた後ボタンを押す。3回行い、合計タイムの短い方の勝利。なお、早着替えの達人としてザ・たっちが出演した。（もちろん裏でもう一方と入れ替わっているだけ。）
敗者:アンドリュー
ここから決勝ラウンド。個人戦となる。各ラウンド最下位は敗退。
準々決勝 「世界に広げようムチャぶりの輪!」
街中に飛び出し、一般人に次の無茶ぶりをしていく。
ステップ1:挑戦者にペンで落書きしてもらう。
ステップ2:挑戦者のほっぺにキスしてもらい、それを写真に撮る。
ステップ3:自由の女神のコスプレをしてもらう
ステップ4:挑戦者と名刺を交換してもらう
ステップ5:3人でウェーブしてもらう。
以上を全てクリアしスタジオに戻る。一番遅かった1人が脱落。
敗者:ベリンダ
準決勝 「ザ・スポンジマン」
スポンジでできた巨大な肉襦袢をまとい、プールに入り水を吸わせる。その後アスレッチックを超えてゴール地点で水を絞り出す。水が無くなったら再びプールへ戻り給水。残りの2人は途中の振り子障害を操作する。制限時間3分間で一番水を集められなかった人が脱落。
敗者:ミーガン
決勝前には大観衆の前でセレモニーが行われ、ファイナリストの2人に日本行きのペア航空券が渡された。また、中山泰秀（当時衆議院議員）よりエールが贈られた。
決勝 （ジャスティンVSドネル）「本気で!全部のせ」
これまでのゲームが全て合わさったアスレチックを攻略する。
まずは回転イスで回された後三輪車に乗り一本橋を渡る。落ちた場合は三輪車を担いで渡る。渡りきったら風船卵を全部割り、粉のプールを進む、続いて手にパッドをはめて急な坂を登る。登りきったら昇り棒で下りてモチボールを3個食べる。ラストに3つあるうち1つしかないゴールの扉を蹴破りゴールのボタンを押した人の優勝。賞金25万ドルが与えられる。
優勝者:ジャスティン

### 2ndシーズン
参加者
■グリーンタイガーズ
■:デビー （22）コネチカット州出身 厩務員 第10位
■→■:ブレント（29）フロリダ州出身 サルサダンスインストラクター 第4位
■→■:メーガン（29） イリノイ州出身 歯科営業 第5位
■:リンダ（32）カリフォルニア州出身 ボタン販売員 準優勝
■:ババルー（ボブ）（35）カリフォルニア州出身 ハウスクリーナー 第9位
■→■→■キャシー（36）イリノイ州出身 主婦 優勝
■レッドロボッツ
■ジャスティン（22）ペンシルベニア州出身 ウエイター 第3位
■ヤリ（23） ニューヨーク州出身 学生 第11位
■ダン（25）マサチューセッツ州出身 司書 第6位
■ジェイミー（25）ペンシルベニア州出身 不動産仲介業 第7位
■キム（26）ペンシルベニア州出身 小学校教師 第12位
■ドリュー（29）ミズーリ州出身 弁護士 第8位
1stアドバンテージ獲得ゲーム 「ラビットファイヤー」
弁当箱を持った状態で一本橋を渡る。途中では相手チームのバレーボールマシンからボールが発射されるので途中にある壁を盾にしながら進む。途中で落ちた場合交代。ゴールに弁当箱をおけばポイントが加算。制限時間3分間で置いた弁当箱の多いチームの勝利。
勝者:グリーンタイガーズ
アドバンテージ:次のゲームの魚雷発射人数が1人増える。
1stご褒美獲得ゲーム「人間魚雷ボウリング」
1人が回転台の中央、3人（アドバンテージの場合4人）が回転台に横たわり固定された状態で回転。中央の人がボタンで1人目の人を発射。周囲に置かれている一斗缶を倒す。倒したらボタンの所へ行って押し2人目を発射。同様にボタンを押して3人目・4人目を発射する。倒した一斗缶が多いチームの勝利。
勝者:グリーンタイガーズ
ご褒美:ヘリで遊覧飛行した後、富士山を眺めながらお食事と温泉。
罰ゲーム:横浜市営地下鉄関内駅構内のお掃除。
1stエリミネーション（ヤリVSキム）「ビッグスパイダー ヤンキーダンキー」
ゴムでつながれた状態でスタート。風船をお尻で割り、中から出てきた蝶のパーツを坂の上の同じの色蝶の台に置く。制限時間3分でより多くのパーツを置いた人の勝利。同点の場合はどちらが綺麗に置いたかで勝敗を決める。
敗者:キム
2ndアドバンテージゲーム「パーティーパンツ」
5人が入れる巨大パンツをはき、自動的に発射されるテニスボールをマジックハンドでつかみパンツの中へ入れる。制限時間3分でより多くのボールを入れたチームの勝利。
勝者:グリーンタイガーズ
アドバンテージ:相手チームより5秒早くスタートできる。
2ndご褒美獲得ゲーム「着せかえボブちゃん」
ベルトコンベアを滑り降り、粉の中に落ちた後粉の中から帽子、シャツ、ベスト、ネクタイ、ズボンを見つけ出し、ベルトコンベアを逆走してマネキンに貼り付ける。ただし、粉の中にはダミーもある。貼り付けたら再びコンベアを滑り降り他のメンバーと交代。先に5種類全て貼り付けた方の勝利。
勝者:グリーンタイガーズ（2連勝）
ご褒美:東京ドーム読売ジャイアンツ戦で始球式。
罰ゲーム:葛西の世界最大級のゴルフレンジでボール拾い及びボール磨き・施設のお掃除。
2ndエリミネーション（ヤリ（2回目）VSダン）「ローション騒動」
ローションを全身に浴びた状態で聖火を模したぬいぐるみを持って進む。山を3つ超えた後頭に生卵を載せ所定の場所へ運ぶ。ローションプールと泡のプールをくぐった後、ローションまみれのお相撲さんの上を腹ばいで進む。聖火を置いて金メダルをかけたら着た道を逆戻り。（卵運びは行わない。）スタート地点のボタンを推すまでのタイムを競う。より早くボタンを押した人の勝利。
敗者:ヤリ この時点で6対4になったためキャシーがグリーンタイガーズからレッドロボッツへ移籍。
3rdアドバンテージゲーム「叩いて邪魔してピンポンパン」
攻撃側の5人はそれぞれ台の中に入り、防御側は1人が台の中央。残りは外側で待機。攻撃側はピンポン球をくわえた状態で穴から顔を出し正面のボックスに吹き飛ばす。防御側は1人は出てきた頭をたたき妨害。残りは剣で場所の指示とピンポン球をはじく。制限時間2分30秒で入れた球の数が多い方の勝利。
勝者:レッドロボッツ
アドバンテージ:1人だけボクシンググローブをつけずに挑戦できる。
3rdご褒美獲得ゲーム「見えないネズミと巨大なチーズ」
1人は空中にぶらさがるチーズに座り指示役。1人はコンベアの始点で牛乳をセットし、残りはコンベアの終点で牛乳をキャッチする。ただし、指示役以外の人間は視界がわずかしかない特殊サングラスをかけて挑戦する。また、キャッチャーはボクシンググローブも付けなければならない。制限時間2分の間により多くの牛乳を受け取ったチームの勝利。
勝者:レッドロボッツ（初勝利）
ご褒美:新幹線のグリーン車に乗り、サルがウェイターを務める「居酒屋かぶき」でお食事。
罰ゲーム:ゲストハウスに日本庭園を造るお手伝い。
3rdエリミネーション（デビーVSブレント）「ペンギン達の腹ばい」
「チキンと割りまSHOW」のショートバージョン。ルールは変わらないがローション〜羽付けの段階が無くなっていること。お尻ではなく腹ばいで割ること以外同じ。制限時間2分の間に割った卵の数が多い人の勝利。
敗者:デビー（この時、電話での通達による物であった。）
4thアドバンテージゲーム「スナップアタック」
1対1で戦うロシアンルーレット。相手がどこにいるかわからない状態で1本のゴムを選択。それが4本ある相手に当たるゴムであれば1ポイント。一回ごとに攻守交替し先に2本当てれば1勝。3勝したチームの勝利。なお、当たった時痛くなるようにシャツはつけない。
勝者:レッドロボッツ
アドバンテージ:自チームのうち1人はカップを2つ使う事が出来る。
4thご褒美獲得ゲーム「狂気!しぶき!ペンキ!」
1人がバケツを持って回転イスに座りキャッチャーとなる。残るメンバーは2つある回転台の上でそれぞれヒモを引き、出てくるペンキをカップに入れ、そのカップにいれたペンキを回転イス担当の人が持つバケツに向かって投げ入れる。制限時間2分間でより多くのペンキを入れたチームの勝利。
勝者:レッドロボッツ（2連勝）
ご褒美:カーレース&スタント体験。
罰ゲーム:ガソリンスタンドで洗車のお手伝い。
4thエリミネーション（ボブVSメーガン）「ピンクパンダ 宇宙人の宅急便」
ピンクパンダを抱えコンベア逆走→回転テーブルを進む（1・2個目は反時計回り、最後だけ時計回り。）→コンベア逆走を行いピンクパンダを届ける。届けたら先ほどの道を逆走。落下した場合はスタート地点から。（届けた後の復路もスタート地点から。）制限時間2分の間により多くのピンクパンダを届けた人の勝利。
敗者:ババルー この時点で人数が3対5になったため再びキャシーがグリーンタイガーズに移籍した。
5thアドバンテージゲーム「ジジババサッカー」
かけると視界が不自由になる特殊なメガネをかけてゴールに向かってボールをシュートする。制限時間2分の間により多くのゴールを入れたチームの勝利。
勝者:グリーンタイガーズ
アドバンテージ:相手チームの1人が足かせをはいた状態でスタートする。
5thご褒美獲得ゲーム「ミニゴルフ べっとりマスターズ」
守り手は2人が頭の上のティーにボールを載せ、2人がショットする。攻め手は粘着シートの上についたボールを外していく。最初の30秒は2人。次の30秒は別の2人。ラスト30秒は全員で外す。制限時間1分30秒後、粘着シートの上にあるボールの数が少ないほうの勝利。
勝者:グリーンタイガーズ
ご褒美:400年の歴史がある醸造所で日本酒と山形牛の鍋。
罰ゲーム:コンブ漁のお手伝い。
5thエリミネーション（ジェイミーVSドリュー）「イカパンスト」
口の部分だけあいているパンストをかぶって、前方にあるイカの足を噛みちぎっていく。制限時間2分の間により多くのイカの足を噛みきぎった人の勝利。なお、このラウンドのみ相手チームがエリミネーションのメンバーを決めた。
敗者:ドリュー
6thアドバンテージゲーム「極寒でキ〜ン魚!」
氷水の中にいる魚を口だけで捕まえる。制限時間2分30秒でより多くの魚をとったチームの勝利。
勝者:グリーンタイガーズ
アドバンテージ:次のゲームで相手チームのうち1人はおばあちゃんの人形を正面につけた状態で挑まなければならない。
6thご褒美獲得ゲーム「ねんねんころりYOおころりYO」
ルールは1stシーズンと変わらないが、坂の途中に2本の動くバーが設置された。また、4人でもできるようになった。
勝者:グリーンタイガーズ（2連勝）
ご褒美:相撲部屋見学。
罰ゲーム:相撲部屋のお手伝い。
6thエリミネーション（ジェイミー（2回目）VSダン（2回目））「アップユアノーズドラゴン」
坂道をヘッドスライディングして横から出てくるボールを突き、正面の穴に入れる。制限時間2分30秒の間により多くボールを入れた人の勝利。
敗者:ジェイミー この時点で4対2になったのでメーガンがグリーンタイガーズからレッドロボッツへ移籍した。
7thアドバンテージゲーム「仔猫の酸味ルク」
振動する階段の上で行うゲーム。一番上の人はミルクをすくい、自分の頭の上にあるボウルの中に入れる。次に2番目の人に手を使わずに移し入れる。同様に2人目から3人目も行い、3人目は地面にあるボウルに流し込む。制限時間2分でより多くミルクを入れたチームの勝利。
勝者:グリーンタイガーズ
アドバンテージ:スタート時に一回フリーキック権が与えられる。（キーパーが端によった状態でシュートできる。）
7thご褒美獲得ゲーム「デカ足バンバン」
攻撃側は1人が風船を置き、1人は巨大な足としてぶら下がり、1人が足を動かし操作する。防御側は1人がサボテンの服を着てキーパーとなり、残りの2人はひもでキーパーを操作する。足を動かし風船をシュートしてゴールに入れば1点。制限時間2分の間に多くゴールしたチームの勝利。
勝者:グリーンタイガーズ（3連勝）
ご褒美:侍になりパレードに参加。
罰ゲーム:竹から箸を作る。
7thエリミネーション（ジャスティンVSダン（3回目））「ぴったんこバンバン」
ルールは1stシーズンと同じ。ただし、4ポイント先取になっている。
敗者:ダン
8thアドバンテージゲーム「顔面魚くさ〜い」
ピエロに扮した一人が、壁の向こうにいる仲間のキャッチャーの顔を狙ってナンプラーを噴射する。キャッチャーは4か所の壁の穴のうち赤いランプが点灯している穴からナンプラーを口で受け、ボウルに吐く。制限時間内により多くのナンプラーを入れたチームの勝利。
勝者:レッドロボッツ
これまで全てのゲームに勝利していたキャシーが初めて敗者となった。
アドバンテージ:次のゲームでニンジンの着ぐるみ&ボクシンググローブを付けずに挑戦できる。
8thご褒美獲得ゲーム「お〜い、オレの荷物どこだよ!?」
ベルトコンベアを逆走し、運ばれてくる障害物を避けながら青いタグが付いている荷物をケージに入れる。落ちた場合は他の人と交代。制限時間2分の間に入れた荷物の多いチームの勝利。
勝者:グリーンタイガーズ
アドバンテージのないチームが初めて勝者となった。
ご褒美:東京ジョイポリスで遊ぶ。
罰ゲーム:お寺で修行。
8thエリミネーション（メーガン（2回目）VSジャスティン（2回目））「風船の暗殺者」
トランポリンを使い、上空にある風船を割っていく。黄色の風船は1ポイント。さらに上にある青い風船は2ポイント。制限時間2分30秒の間に獲得したポイントの多い人が勝利。
敗者:メーガン この時点で3対1になったためブレントがグリーンタイガーズからレッドロボッツに移籍。この結果女性陣（グリーンタイガーズ）対男性陣（レッドロボッツ）という構図になった。
9thアドバンテージゲーム「抱いて!壊れるまで」
二人が体で風船を挟み、押しつぶして割る。用意された25個の風船を制限時間2分の間に多く割ったチームの勝利。
勝者:レッドロボッツ
アドバンテージ:相手チームに服が1枚追加される。
9thご褒美獲得ゲーム「おっ立って!ダメ、つっ立って!」
システムは「くらくら鍵パッカン」と同じ。違うのは中央で着ている服を交換すること。そのまますれ違い、相手のスタート地点で小道具を持って再びすれ違ってからゴールとなる。かかった時間の少ない方が勝利。
勝者:グリーンタイガーズ
ご褒美:「ズームイン!!SUPER」へ出演。（放送では羽鳥慎一・西尾由佳理両アナも出演した。）
罰ゲーム:弁当工場でお手伝い。
9thエリミネーション（ブレント（2回目）VSジャスティン（3回目））「拷問Tシャツ」
Tシャツを何枚も裏返しで着た状態でスタート。1枚脱ぐと文字が書いておりそれをロープにかけていく。文字はつなげるとある文章になっているので分かった時点でボタンを押し解答する。正解した時点で勝利。一定時間が経過したり、間違えると上から水・粉・ワカメなどが降り注ぐ。
敗者 ブレント
ここから決勝ラウンド（個人戦）となる。
準決勝「世界に広げようムチャぶりの輪!」
ルールは1stシーズンと同じ。ただし、むちゃぶりの種類とゴールが変わっている。
ステップ1:挑戦者に10回おじぎをしてもらう。
ステップ2:挑戦者に口紅を塗ってもらい、挑戦者からほっぺにキスしてもらう。
ステップ3:日本語で「私をくすぐって」と言ってくすぐってもらう。
ステップ4:携帯電話を貸してもらい、東宝スタジオにいる神田瀧夢に電話する。
ステップ5:5人以上でラインダンスしてもらう。
ゴール:東京タワー
敗者:ジャスティン
1stシーズン同様決勝前にはセレモニーが行われ、小池百合子氏も登場した。
決勝（リンダVSキャシー）「超本気で!」
「本気で!全部のせ」同様2ndシーズンに登場したゲームが合わさったアスレチックを攻略する。
まずは着ぐるみを着てコンベアを滑り降り粉に着地後、風船が浮かぶプールを進む。弁当箱を持って風船と発射されるテニスボール、コールドガスの妨害を避けながら一本橋を渡り弁当箱を置く。10箱置くことが出来れば着ぐるみを脱ぎタイツ姿で粘着床の上に設置されたイカの足を5杯噛みちぎる。粘着地帯を脱出しタイツを脱いだらローションプールにつかり、山を3つ超え一斗缶にぶつかる。ラストは回転台の上でひもを引き、ペンキをバケツに貯めて容器に入れる。一定量貯めると風船が割れ中から鍵が出る。その鍵を使ってドアを開け、ボタンを押すことが出来れば優勝決定となる。
優勝:キャシー
全部のご褒美獲得ゲームに勝利し、罰ゲームを一度も受けずに優勝となった。